# Мигаев, Михаил Данилович
Михаил Данилович Мигаев (20 августа 1901 года, Семиреченская область, Туркестанский край — 20 апреля 1978 года) — старший конюх колхоза «Коммунар» Зыряновского района Восточно-Казахстанской области, Казахская ССР. Герой Социалистического Труда (1949).

## Биография
Родился в 1901 году в бедной крестьянской семье в Семиреченской области Туркестанского края. Во время Гражданской войны сражался в партизанском отряде. В 1928 году вступил в колхоз «Коммунар» Зыряновского района. С 1941 года участвовал в Великой Отечественной войне в составе 28-й гвардейской Панфиловской дивизии. После ранения был демобилизован и возвратился в Казахстан. Продолжил работать в колхозе «Коммунар». В 1942 году назначен старшим конюхом.
В 1948 м году бригада Михаила Мигаева вырастила 21 жеребёнка от 21 кобыл. За получение высокой продуктивности животноводства в 1948 году при выполнении обязательных поставок сельскохозяйственных продуктов и плана развития животноводства по всем видам скота удостоен звания Героя Социалистического Труда указом Президиума Верховного Совета СССР от 4 июля 1949 года c вручением ордена Ленина и золотой медали «Серп и Молот».
Позднее трудился заведующим конефермой в этом же колхозе. С 1957 года — рабочий совхоза «Чапаевский».
Скончался в 1978 году.